# トリスタン・コルビエール

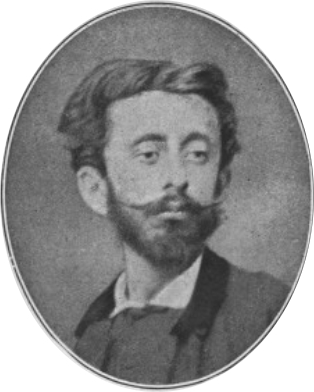
トリスタン・コルビエール

トリスタン・コルビエール（Tristan Corbière, 本名：Édouard-Joachim Corbière, 1845年7月8日 - 1875年3月1日）は、フランスのブルターニュ地方出身の詩人。僅か29歳で結核により夭折し、生涯は無名であったが没後に詩人のポール・ヴェルレーヌやジュール・ラフォルグによって作品が高く評価された。ティボーデによってマラルメ、ヴェルレーヌ、アルチュール・ランボー、ロートレアモン伯爵と並び『1870年の5人の異端者』に数えられる。
ヴェルレーヌが著書『呪われた詩人たち』の中で紹介したことをきっかけに、コルビエールの作品が広く読まれるようになった。代表作は1873年にパリで自費出版した詩集『黄色い恋』である。
フィニステール県プルジャン（en:Ploujean）（現:モルレー）に海軍士官、海洋小説家であるエドゥアール・コルビエール（en:Édouard Corbière）の元に生まれる。従兄弟にピクトリアリスムのカメラマン、コンスタント・プヨ（en:Constant Puyo）がいる。

## 生涯
1845年7月8日にコート・カンガルにてブルターニュ人として誕生。父エドゥアルは海洋小説家であった。
12歳で中学校へ進学するも、16歳の時に関節リウマチを患い、学業を断念し、故郷へ帰る。
療養の後、ロスコフに移住し、そこで漁夫に交わり、幼少時から好んでいた海洋人として過ごす。最初は父特製のカヌーに乗り海へ出たが、後に小帆船に代わった。この間に「水夫」「最期」などの詩を創作する。
その後モンマルトルへ移り住み、極貧生活を送る。1873年、本人が編集に携わった唯一の詩集「黄色い恋」を刊行。父に費用の一部を負担してもらった自費出版で、当時はほとんど注目されなかった。
病躯でありながら不規則な生活を送っていたことが災いし、1875年3月1日に29歳の若さで逝去。生涯をほとんど無名の文学者として過ごした

## 死後の評価
詩人の死後、ヴェルレーヌの「呪われた詩人たち」で紹介され批評家や若い読者の注目を集めた。
詩人、文学者のアンドレ・ブルトンはコルビエールを「睡眠への連祷」と評価し、コルビエールはシュルレアリスムの先駆者であった。

## 訳書
- 『アムール・ジョーヌ』 小澤真訳、幻戯書房〈ルリユール叢書〉、2019年